# 木庭有生子
木庭有生子（こばゆいこ、1967年10月8日 - ）は、日本の放送作家、脚本家。
作詞家として別名、木庭撫子（こばなでしこ）。
旧姓、浅野有生子（あさのゆいこ）。富良野塾５期生。祖父は洋画家・加賀孝一郎。

## 略歴

### 概要
愛知県名古屋市出身。愛知県立明和高等学校、金城学院大学短期大学部文科英文専攻卒。
1988年　短大卒業後、二十歳で倉本聰主宰の富良野塾へ。
1990年　名古屋で放送作家として、主にテレビ・ラジオ番組の構成台本、ナレーションなどを書き始める。
1996年　東京でライター活動を開始。朝日新聞広告局の企画広告記事、雑誌「オリーブ」（マガジンハウス）など。
1998年　長坂秀佳脚本「透明少女エア」の脚本協力を経て、深夜ドラマ「せつない」で脚本家デビュー
2000年　TBS「陰の季節」で、ゴールデン時間帯デビュー（以降シリーズ６まで執筆）。
　※以降、作品欄参照
2020年6月より、旧姓から夫の姓の「木庭（こば）」に改名。

## 作品抜粋（代表的な作品）

### 脚本家として
- せつない（1998年）テレビ朝日
- 陰の季節（2000年～2003年）TBS　※横山秀夫原作　※一作目は放送文化基金賞受賞。シリーズ第六作まで執筆。

- 天国へのカレンダー〜A calendar to heaven〜（2005年5月20日）
- 棚の隅（2006年）映画　※連城三紀彦原作
- スロースタート（2007年）NHK　※土曜ドラマ、前後編。
- 安宅家の人々（2008年）東海テレビ昼帯
- ドラマスペシャル 名古屋やっとかめ探偵団〜前代未聞!!婆ちゃん探偵〜（2010年6月20日）東海テレビ
- 正月ドラマスペシャル 新春東京ツアー どえりゃあ婆ちゃん探偵団〜湯けむりパラダイスの怪事件〜（2011年1月4日）東海テレビ

### 放送作家として
- 「おかあさんといっしょ」NHK教育（2013 - )
- 「ノンフィクションW」WOWOW　※乾貴士選手のドキュメントなど、サッカー関連多数
- 箱根駅伝「絆の物語」（2018、2019、2020）※2017は「チーム西宮」のメンバー

### 作詞家（木庭撫子）として
- 「まあるいせかい」NHK教育「おかあさんといっしょ」月うた（2016年10月）